# مارغريت ديفيس
مارغريت ديفيس (بالإنجليزية: Marguerite Davis)‏ هي عالمة كيمياء حيوية وكيميائية أمريكية، ولدت في 16 سبتمبر 1887 في راسين في الولايات المتحدة، وتوفيت في 19 سبتمبر 1967.